# Brunyols de l'Empordà
Els Brunyols de l'Empordà tal com s'anomenen a l'Empordà, i no pas bunyols, és un plat de postres que es comença a menjar per Quaresma i és durant la Setmana Santa quan té el seu moment culminant. Els ingredients per elaborar-los són: farina, aigua o llet, llevat de París, sal, matafaluga, greix de porc, oli d'oliva o mantega, llimona, ous, sucre, xiliandria, massa mare, anís o garnatxa. La forma habitual és inflada, com d'una esfera aixafada i la seva textura és compacta tirant més aviat a densa. Una de les seves característiques diferencials és el lleuger gust de matafaluga i que no tenen forat. Es poden trobar en pastisseries i fleques de l'Empordà.

## Ingredients
Els ingredients per elaborar-los són: 
- farina
- llet
- llevat de París
- sal
- matafaluga
- greix de porc
- oli d'oliva
- mantega
- llimona
- ous
- sucre
- xiliandria
- massa mare
- anís
- Canyella

## Diferències
Els Brunyols a difèrencia dels Bunyols son molt més densos i tenen un gust especial a Matafaluga i a Xiliandria unes espècies molt bones i amb un sabor molt especial que a no tothom li pot agradar. Molta gent que els prova no els agrada perque tenen un gust molt fort i si no estas molt acostumat et pot sentar malament, però la gent que ja en menja desde ben petit els Brunyols son una delícia i esta tot l'any esperant la Setmana Santa per poder fer-ne. Normalment es fan en família, primer fas la massa i els pastes barrejant tots els ingredients, després es deixen reposar i que allevin multiplicant el seu volum per tres. Finalment es fregeixen amb molt d'oli. La tradició marca que es comparteixen entre els veïns d'aquesta manera cada veï porta una plateta plena de Brunyols i així els veïns poden tastar els teus Brunyols i tu els seus. En alguns casos la gent els posa sucre per sobre, preferiblement sucre fi i glacé. Molta gent es confon i es pensa que els Brunyols i els Bunyols son el mateix però els Brunyols i els Bunyols son pastes completament diferents amb gustos diferents.

## Marca de garantia Productes de l'Empordà

Logotip Marca de Garantia Productes de l'Empordà

Els Brunyols de l'Empordà són un producte adherit a la Marca de garantia Productes de l'Empordà. Els pastissers i flequers adherits a Productes de l'Empordà han de superar periòdicament els controls d'un laboratori alimentari que en certifica la qualitat en les diferents fases del producte per tal de rebre'n la certificació.
És un segell alimentari que té per objectiu personalitzar i reconèixer els productes propis de l'Empordà i ajudar a promocionar-ne la comercialització. Aquest distintiu certifica la qualitat i l'origen empordanès dels productes.